# 이형 좌명원종공신녹권 및 함
이형 좌명원종공신녹권 및 함(李衡佐命原從功臣錄券附函)은 조선 태종 때의 공신녹권과 그것을 담은 함으로, 대한민국 보물 제1657호이다. 1993년 4월 27일 대한민국 국보 제278호로 지정되었다가, 2010년 8월 25일 보물 제1657호로 강등되었다.

## 개요
<이형 좌명원종공신녹권>은 조선 태종 11년(1411) 11월에 통훈대부 판사재감사였던 이형(李衡)에게 수여된 3등 원종공신의 녹권(錄券)이다. 이 녹권은 태종이 잠저에 있을 때부터 밤낮으로 보좌한 신하들의 공로를 가상히 여겨 포상하고 수여한 것이다.
이 녹권은 총 83명에게 수여되었으며, 1등에게는 전지 30결과 노비 3구, 2등에게는 전지 25결과 노비 2구, 3등에게는 전지 15결을 각각 지급하고 후손에게는 음직을 수여한다는 내용이 기재되어 있다. 이를 지급하기 위해 국가에서는 사전(賜田)의 총 1,680결은 의순고(義順庫), 연복궁(延福宮), 내장고(內藏庫) 등 경기전(京畿田) 9백결로 지급하고, 부족한 나머지 780결은 군자전(軍資田)에서 충당하도록 하고, 사급되는 포상은 태조 때 원종공신의 예에 따라 시행하도록 하고 있다.
이 자료의 크기는 가로 243cm, 세로 34.7cm이며, 두루마리 한쪽 끝에는 목제축이 붙어 있다. 녹권의 상하 양단에는 주선(朱線)이 그어져 있고, 2.3cm 간격으로 75개의 세로 주선이 일정하게 그어져 있다. 첫머리 표지부분의 훼손과 함께 뒷면은 붉은 마포로 배접되었으며, 접힌 부분의 꺾임 등으로 파손되어 있었으나 새로이 배접·보수하였다.
이 녹권은 태조 이성계가 봉한 원종공신 이후 두 번째로 발급된 녹권이며 조선전기 공신에 대한 대우와 공신록의 양식을 연구하는 데 필요한 자료이다.

## 보물 격하 사유[2]
조선 태종은 등극한 직후에 소위 제2차 왕자의 난을 평정하고 자신을 왕위에 오르게 하는데 크게 공을 세운 이저(李佇)와 이거이(李居易) 등 47명을 4등으로 나누어 '좌명공신'으로 책봉하였다. 현재 3등 공신인 마천목(馬天牧)에게 지급되었던 공신녹권이 보물 제1469호로 지정되어 있다.
그로부터 11년이 지난 1411년에 태종은 좌명공신에 들지 못했던 신하 83명을 3등으로 나누어 원종공신에 임명했다. 1등은 남재(南在), 이현(李玄) 등 19명, 2등은 이지(李枝)와 이흥(李興) 등 15 명, 3등은 정역(鄭易)와 조흡(曺恰) 등 49명이었다. 현재 남아있는 이형(李衡)의 좌명원종공신녹권 은 그가 이때 3등으로 책봉되면서 받은 것이다. 그런데 문제는 정공신인 마천목이 받은 좌명공신녹권은 보물 제1469호인데 반하여 원종공신이었던 이형이 받은 좌명원종공신녹권은 국보 제278호로 지정되어 있다는 점이다. 시기적으로도 마천목이 받은 공신녹권이 11년이나 앞서며 또 공신의 등급으로 따지더라도 마천목의 녹권은 정공신녹권이며 이형 녹권은 원종공신녹권이라는 사실이다. 따라서 '태종11년이형원종공신녹권부함'의 문화재 등급은 재조정되어야 할 것으로 판단되었다.
위와 같은 사유로 '태종11년이형원종공신녹권부함'은 국보(제278호)에서 해제되고, 보물(제1662호)로 지정되었다. 또한 국가지정문화재(국보․보물) 전적․서적․서각류 지정명칭 변경 기준에 따라 '태종11년이형원종공신녹권부함'의 지정명칭은 '이형 좌명원종공신녹권 및 함'으로 변경되었다. 이는 현재까지 국보에서 보물로 강등된 유일한 사례다.

## 참고자료
- 이형 좌명원종공신녹권 및 함 - 국가유산청 국가유산포털
- 본 문서에는 서울특별시에서 지식공유 프로젝트를 통해 퍼블릭 도메인으로 공개한 저작물을 기초로 작성된 내용이 포함되어 있습니다.